# Stuck (pel·lícula de 2007)
Stuck és una pel·lícula de thriller de comèdia negra estatunidenca del 2007 dirigida per Stuart Gordon i protagonitzada per Mena Suvari i Stephen Rea, amb una trama inspirada en la història real de l'assassinat de Gregory Glenn Biggs. La pel·lícula es va estrenar el 21 de maig de 2007 al Marché du film de Cannes. Més tard es va adaptar a Bollywood com a Accident on Hill Road protagonitzada per Celina Jaitley en el paper de Mena Suvari. Va ser l'última pel·lícula que Gordon va dirigir abans de la seva mort.

## Argument
A Providence (Rhode Island), Thomas "Tom" Bardo (Stephen Rea) està passant un dia especialment dolent; no sols ha acabat l'atur, sinó que també ha estat desallotjat del seu pis. La cuidadora d'una llar de jubilats Brandi Boski (Mena Suvari), que potencialment està a punt per a una promoció a la feina, ho celebra amb una nit de beguda i MDMA abans de conduir cap a casa. En el camí, la Brandi colpeja en Tom amb el seu cotxe i ell queda atrapat al parabrisa. Amb por de ser arrestada, la Brandi continua conduïnt a casa amb la promesa que aconseguirà ajuda a Tom. No obstant això, creient que informar de l'accident destruirà la seva vida, ella opta per agafar un taxi per treballar l'endemà, deixant-lo morir lentament al seu garatge. Quan Tom s'adona d'això, intenta escapar dolorosament.
Tom fa tot el possible per sortir de la situació. Fa un toc de botzina i es treu d'un fragment de vidre. Finalment, aconsegueix cridar l'atenció d'un jove veí, però la família del nen, que són immigrants il·legals, no es vol involucrar. Més tard, un gos que és passejat pel seu amo es troba amb Tom, però el propietari creu erròniament que el gos s'ha ficat a les escombraries.
La Brandi demana l'ajuda del seu xicot, Rashid (Russell Hornsby), en un intent de matar i eliminar en Tom. Rashid és un traficant de drogues que afirma que abans ja ha eliminat de la gent. Mentrestant, en Tom és capaç de sortir ell mateix del parabrisa, però abans que pugui escapar del garatge, Rashid i Brandi el frenen. Tornen a la casa de Brandi i decideixen matar Tom i amagar l'evidència cremant tant el cadàver de Tom com el cotxe.
Rashid torna al garatge i es prepara per disparar al Tom, aparentment inconscient, amb un revòlver. Però Tom, despert en secret, aconsegueix apunyalar en Rashid a l'ull amb un bolígraf amagat, matant-lo. Durant la baralla, es dispara un tret de l'arma, cosa que fa que Brandi investigui. Tom intenta engegar el cotxe, però Brandi entra al garatge abans que pugui fer-ho. Tom tomba a Brandi i surt coixejant del garatge cap al carrer, emportant-se l'arma d'en Rashid.
Brandi persegueix en Tom, amb un martell des del garatge. Tom suplica a Brandi que es quedi enrere, sense voler disparar-li, però ella el sotmet amb el martell. Arrossega en Tom de tornada al garatge i, en pànic, comença a omplir l'habitació amb gasolina. Ella espera que la policia arribi a la conclusió que Tom va irrompre, va atacar en Rashid i accidentalment s'ha vist embolicat per les flames mentre intentava cremar el garatge. No obstant això, en Tom és capaç de colar-se de nou al cotxe, engegar-lo i conduir cap endavant, subjectant Brandi contra la part posterior del garatge.
Brandi demana ajuda, mentre en Tom surt del cotxe i encén un llumí. Li pregunta per què no l'ha ajudat, i Brandi diu que no ho sap i continua suplicant per la seva vida. Tom decideix ajudar Brandi i apaga el misto. La Brandi de sobte agafa el revòlver d'en Rashid i dispara en Tom, que s'amaga al costat del cotxe. Una bala perduda encén la gasolina, incendiant Brandi. Mentre crida de dolor, cremant-se, en Tom lluita per arribar al davant del garatge i és capaç d'obrir la porta. Tom ensopega a l'entrada i s'ensorra mentre els veïns l'envolten, alertats pel foc. Tom és ajudat a allunyar-se i es gira per mirar al garatge en flames, on els crits de Brandi han cessat.

## Repartiment
- Mena Suvari com a Brandi Divine
- Stephen Rea com a Thomas "Tom" Bardo
- Russell Hornsby com a Rashid
- Rukiya Bernard com a Tanya
- Carolyn Purdy-Gordon com a Petersen
- Lionel Mark Smith com a Sam
- Wayne Robson com Binckley
- R.D. Reid com a gerent
- John Dunsworth com a taxista
- Patrick McKenna com a Joe

## Producció
La pel·lícula és la primera producció de la recentment reformada Amicus Productions. Va ser filmada a Saint John (Nova Brunswick), Canadà.

## Estrena
La pel·lícula es va estrenar el 21 de maig de 2007 al Marché du film de Cannes. També es va mostrar al Festival Internacional de Cinema de Toronto, al Festival de Cinema de l'Atlàntic, al Festival Internacional de Cinema d'Edmonton, al Festival de Cinema de Wisconsin, al Festival de Cinema de Filadèlfia i al Festival Internacional de Cinema de RiverRun Stuck es va projectar en estrena limitada als Estats Units el 30 de maig de 2008.

## Recepció
Stuck va rebre ressenyes generalment favorables de la crítica. El lloc web de l'agregador de ressenyes Rotten Tomatoes va informar que el 73% dels crítics van donar crítiques positives a la pel·lícula, basant-se en 91 crítiques. El consens del lloc web diu: "Impregnat d'humor negre, Stuck és un examen tens i tibant d'un accident tràgic." Metacritic va informar que la pel·lícula tenia una puntuació mitjana de 61 sobre 100, basada en 25 ressenyes.
Stephen Holden de The New York Times va qualificar la pel·lícula d'un "petit thriller ombrívol i expert". Holden va comparar el personatge Tom Bardo i l'escenari de la pel·lícula amb la pel·lícula de 2005 del director Stuart Gordon Edmond (en la qual també va aparèixer Suvari). Holden va escriure "Stuck, tot i que no és estrictament una pel·lícula de terror, està impregnada de sang i té una ficció d'humor burleta tan implacable com la de Sweeney Todd." Holden va dir que la pel·lícula "és excepcional perquè els seus personatges se senten com persones reals submergides en una situació desorientadora en la qual es comporten com monstres" Ken Fox de TV Guide va donar a la pel·lícula 3 estrelles de 4, i va qualificar la pel·lícula de "un thriller extremadament espantós i ajustat a la bateria. I per estrany que pugui semblar donat el tema, també és sorprenentment divertida". Fox va elogiar el guió de John Strysik, qualificant-lo de "negrament divertit" i va dir: "Rea fa un paper que el manté boca avall i sagnant com un porc enganxat durant la major part de la pel·lícula, però aquest és definitivament el xou de Suvari."
Robert Wilonsky de The Village Voice va dir "Stuck és alhora còmica i repugnant; només el nom redueix el crim a una broma malaltissa." Joe Leydon de Variety va dir que "Stuck és enginyosament desagradable i sovint sorprenentment divertifs, ja que gradualment empitjora una situació molt dolenta i, a continuació, proporciona una recompensa potent..." Leydon la va anomenar una "farsa foscament còmica" i va dir que podria generar un seguiment de culte a través d'un "llançament teatral acuradament calibrat, sobretot si genera un brunzit de ganes de veure a regions clau de la blogosfera". Leydon va qualificar el guió d'"astut" i el director Stuart Gordon "estableix un to de realitat augmentada d'hilaritat desolada des del principi". Leydon va dir que la pel·lícula "en general té l'aspecte i la sensació d'una pel·lícula de sèrie B. Ja sigui per limitacions pressupostàries o per inspiració artística, serveix bé el material."
J.R. Jones del Chicago Reader va dir: "Com indica el títol d'aquesta comèdia splatter de l'escriptor i director Stuart Gordon (Re-Animator), [Tom] és com un cuc enganxat al seu parabrisa, i això és el nivell d'humanitat i visió que es pot esperar aquí."
La pel·lícula va aparèixer a les deu llistes top ten d'alguns crítics de les millors pel·lícules del 2008. Nathan Rabin de The A.V. Club la va nomenar la setena millor pel·lícula del 2008, i Scott Tobias de The A.V. Club la va nomenar com la 10a millor pel·lícula del 2008.
Al llibre The New American Crime Film, l'estudiós Matthew Sorrento descriu la pel·lícula com un "ús generalitzat de farratge mediàtic per crear una història de turment aïllat que és, com Edmond, minimalista i absurda[.... Es mou per sota del judici moral en representar la humanitat dels que estan atrapats en llocs difícils."

## Taquilla
La pel·lícula es va estrenar en estrena limitada als Estats Units el 30 de maig de 2008 i va recaptar 8.844 dòlars en 2 sales. Es va projectar en fins a 16 sales a partir del 6 de juny de 2008.
La pel·lícula va recaptar 146.154 dòlars a tot el món; 67.505 $ als Estats Units i 78.649 $ a altres territoris.

## Premis i nominacions
El director Stuart Gordon va guanyar el premi Corb d’Argent al Festival Internacional de Cinema Fantàstic de Brussel·les i també el Staff Prize for Narrative Feature al San Francisco Indiefest per la pel·lícula.

## Inspiració
Stuck es basa en la història real de Chante Jawan Mallard, una auxiliar d'infermeria de Texas que fou condemnada a 50 anys de presó per l'assassinat d'un home sense sostre, Gregory Biggs. Ella va colpejar Biggs, mentre conduïa amb discapacitat, i ell es va quedar al parabrisa després de la col·lisió. Va conduir cap a casa, va aparcar el cotxe al garatge amb Biggs encara allotjat, viu i conscient, al parabrisa. Tot i que va sortir a demanar disculpes a Biggs, no va demanar ajuda i el va deixar morir desagnat. Després, Mallard i dos còmplices van portar el cos a un parc local, on va ser descobert. Va ser detinguda quatre mesos després després de presumir de l'incident en una festa. El metge forense de Fort Worth i altres experts van provar a l'assaig que l'atenció bàsica de primera resposta hauria salvat la vida de Biggs.
La pel·lícula va atreure algunes crítiques per blanquejament. L'actriu blanca Mena Suvari, en trenes, interpreta un personatge basat en Chante Jawan Mallard, descendent d'afroamericans.